# Ronde van Valencia 2021 (mannen)
De 72e editie van de wielerwedstrijd Ronde van Valencia (Volta a la Comunitat Valenciana) stond in 2021 oorspronkelijk gepland van 3 tot en met 7 februari maar werd vanwege de coronapandemie verplaatst naar 14 tot en met 18 april als onderdeel van de UCI ProSeries 2021-kalender. De start was in Elche en de finish in Valencia. De wedstrijd werd in 2020 gewonnen door de Sloveen Tadej Pogačar. Hij werd op de erelijst opgevolgd door de Zwitser Stefan Küng.

## Deelname
Er namen vier UCI World Tour-ploegen, acht UCI ProTeams en drie continentale teams deel.
| WorldTour                                                          | ProTeam | Continentaal                                 |
| ------------------------------------------------------------------ | --- | -------------------------------------------- |
| Cofidis, Solutions Crédits Groupama-FDJ Lotto Soudal Movistar Team | Arkéa-Samsic B&B Hotels p/b KTM Bingoal Pauwels Sauces WB Burgos-BH Caja Rural-Seguros RGA Equipo Kern Pharma Euskaltel-Euskadi Rally Cycling | EvoPro Racing Mg.k Vis VPM Tarteletto-Isorex |

## Etappe-overzicht
| etappe    | datum    | start    | finish           | type                | afstand  | winnaar       | klassementsleider |
| --------- | -------- | -------- | ---------------- | ------------------- | -------- | ------------- | ----------------- |
| 1e etappe | 14 april | Elche    | Ondara           | Heuvelrit           | 159,9 km | Miles Scotson | Miles Scotson     |
| 2e etappe | 15 april | Alicante | Alicante         | Heuvelrit           | 179 km   | Arnaud Démare | Miles Scotson     |
| 3e etappe | 16 april | Torrent  | Alto de la Reina | Bergrit             | 160,5 km | Enric Mas     | Enric Mas         |
| 4e etappe | 17 april | Chilches | Almenara         | Individuele tijdrit | 14,3 km  | Stefan Küng   | Stefan Küng       |
| 5e etappe | 18 april | Paterna  | Valencia         | Vlakke rit          | 95,5 km  | Arnaud Démare | Stefan Küng       |

## Klassementenverloop
| Etappe       | Winnaar       | Algemeen klassement · | Puntenklassement · | Bergklassement · | Jongerenklassement · | Ploegenklassement · |
| ------------ | ------------- | --------------------- | ------------------ | ---------------- | -------------------- | ------------------- |
| 1            | Miles Scotson | Miles Scotson         | Miles Scotson      | Ibon Ruiz        | Alan Riou            | Groupama-FDJ        |
| 2            | Arnaud Démare | Miles Scotson         | Simone Consonni    | Ibon Ruiz        | Alan Riou            | Groupama-FDJ        |
| 3            | Enric Mas     | Enric Mas             | Enric Mas          | Ibon Ruiz        | Victor Lafay         | Movistar Team       |
| 4            | Stefan Küng   | Stefan Küng           | Stefan Küng        | Ibon Ruiz        | Victor Lafay         | Movistar Team       |
| 5            | Arnaud Démare | Stefan Küng           | Arnaud Démare      | Ibon Ruiz        | Victor Lafay         | Movistar Team       |
| 0Eindstanden | 0Eindstanden  | Stefan Küng           | Arnaud Démare      | Ibon Ruiz        | Victor Lafay         | Movistar Team       |

## Eindklassementen
| Plaats    | Naam            | Ploeg                     | Tijd      |
| --------- | --------------- | ------------------------- | --------- |
| Gele trui | Stefan Küng     | Groupama-FDJ              | 14u49'50" |
| 2         | Nélson Oliveira | Movistar Team             | + 6"      |
| 3         | Enric Mas       | Movistar Team             | + 36"     |
| 4         | Victor Lafay    | Cofidis                   | + 45"     |
| 5         | Élie Gesbert    | Arkéa Samsic              | + 1'01"   |
| 6         | Luis Ángel Maté | Euskaltel-Euskadi         | + 1'37"   |
| 7         | Rémy Mertz      | Bingoal Pauwels Sauces WB | + 1'53"   |
| 8         | Rémy Rochas     | Cofidis                   | + 2'03"   |
| 9         | Miles Scotson   | Groupama-FDJ              | + 2'26"   |
| 10        | Matis Louvel    | Arkéa Samsic              | + 2'43"   |
|           |                 |                           |           |
| 26        | Alex Molenaar   | Burgos-BH                 | + 6'39"   |

| Plaats      | Naam            | Ploeg                     | Punten |
| ----------- | --------------- | ------------------------- | ------ |
| Groene trui | Arnaud Démare   | Groupama-FDJ              | 62     |
| 2           | Stefan Küng     | Groupama-FDJ              | 41     |
| 3           | Simone Consonni | Cofidis                   | 40     |
|             |                 |                           |        |
| 5           | Timothy Dupont  | Bingoal Pauwels Sauces WB | 36     |
| 23          | Alex Molenaar   | Burgos-BH                 | 10     |

| Plaats        | Naam            | Ploeg              | Punten |
| ------------- | --------------- | ------------------ | ------ |
| Bolletjestrui | Ibon Ruiz       | Equipo Kern Pharma | 30     |
| 2             | Enric Mas       | Movistar Team      | 12     |
| 3             | Victor Lafay    | Cofidis            | 8      |
|               |                 |                    |        |
| 4             | Lennert Teugels | Tarteletto-Isorex  | 8      |

| Plaats     | Naam          | Ploeg                     | Tijd      |
| ---------- | ------------- | ------------------------- | --------- |
| Witte trui | Victor Lafay  | Cofidis                   | 14u50'35" |
| 2          | Rémy Rochas   | Cofidis                   | + 1'18"   |
| 3          | Matis Louvel  | Arkéa Samsic              | + 1'58"   |
|            |               |                           |           |
| 12         | Alex Molenaar | Burgos-BH                 | + 5'54"   |
| 20         | Laurens Huys  | Bingoal Pauwels Sauces WB | + 16'06"  |

| Plaats | Ploeg             | Tijd      |
| ------ | ----------------- | --------- |
|        | Movistar Team     | 44u33'03" |
| 2      | Groupama-FDJ      | + 4'06"   |
| 3      | Euskaltel-Euskadi | + 4'30"   |

Mannen: 1929 · 1930 · 1931 · 1932 · 1933 · 1934-1939 · 1940 · 1941 · 1942 · 1943 · 1944 · 1945-1946 · 1947 · 1948 · 1949 · 1950-1953 · 1954 · 1955 · 1956 · 1957 · 1958 · 1959 · 1960 · 1961 · 1962 · 1963 · 1964 · 1965 · 1966 · 1967 · 1968 · 1969 · 1970 · 1971 · 1972 · 1973 · 1974 · 1975 · 1976 · 1977 · 1978 · 1979 · 1980 · 1981 · 1982 · 1983 · 1984 · 1985 · 1986 · 1987 · 1988 · 1989 · 1990 · 1991 · 1992 · 1993 · 1994 · 1995 · 1996 · 1997 · 1998 · 1999 · 2000 · 2001 · 2002 · 2003 · 2004 · 2005 · 2006 · 2007 · 2008 · 2009-2015 · 2016 · 2017 · 2018 · 2019 · 2020 · 2021 · 2022 · 2023 · 2024 · 2025
Vrouwen: 2019 · 2020 · 2021 · 2022 · 2023 · 2024 · 2025